# Instytut Włókiennictwa

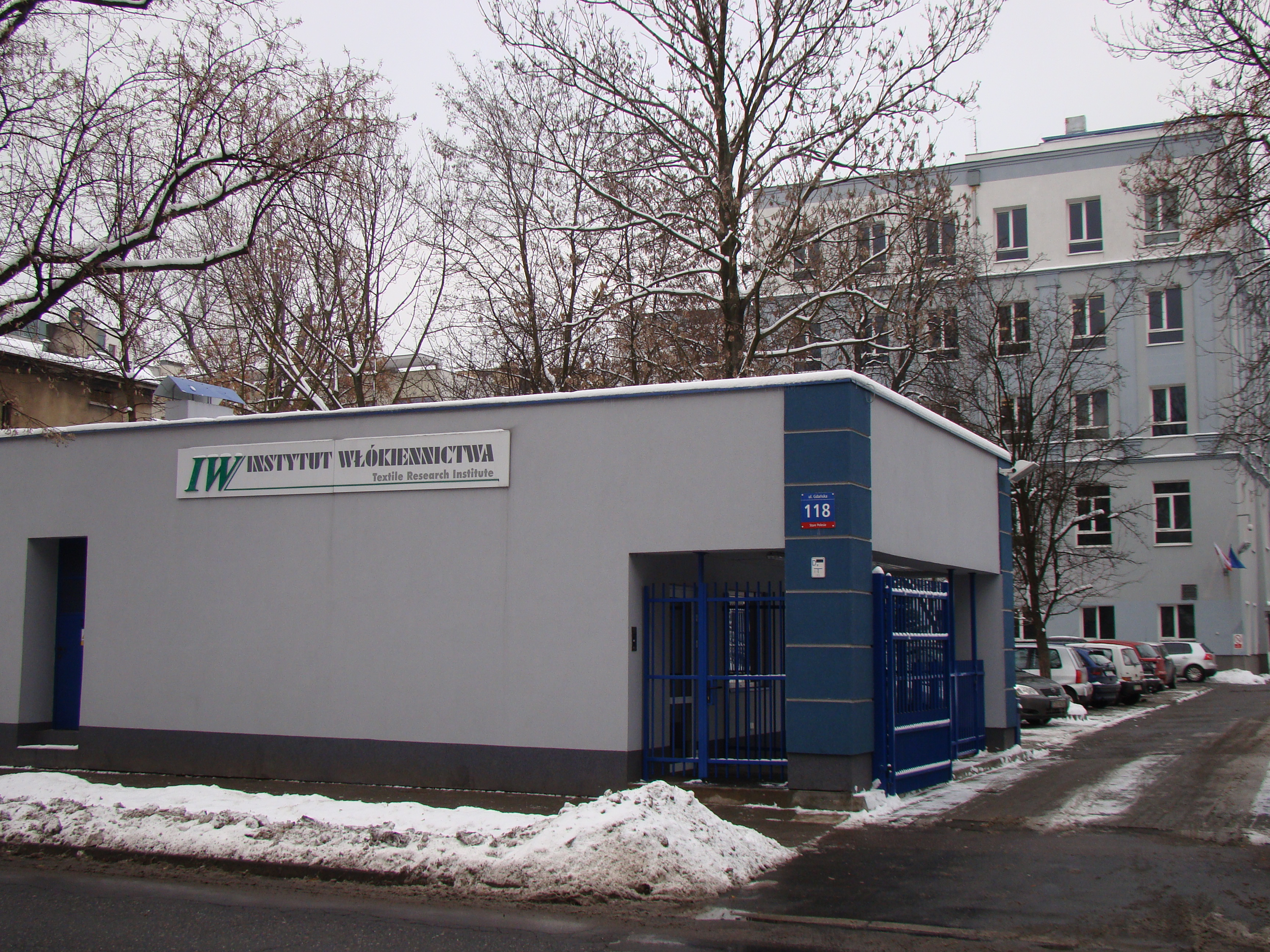
Instytut Włókiennictwa w Łodzi

Instytut Włókiennictwa – polski instytut naukowo-badawczy zajmujący się dziedzinami związanymi z przemysłem włókienniczym. Jest najstarszą placówką naukowo-badawczą przemysłu włókienniczego w Polsce.

## Historia
Powstał w 7 września 1945 w Łodzi. Prowadzi badania naukowe i prace rozwojowo-wdrożeniowe w zakresie inżynierii materiałowej, polimerów, chemii włókienniczej, nano- i mikrotechnologii, ochrony środowiska, biotechnologii, technik i technologii włókienniczych.
Od 2010 r. Instytut Włókiennictwa jako jedyny w Polsce został upoważniony do wydawania certyfikatów Oeko-Tex Standard 100. W 2013 uzyskał kategorię naukową A. Wyposażony jest w maszyny i urządzenia, które pozwalają na produkcję różnorodnych materiałów włókienniczych (włóknin, tkanin, dzianin, pasmanterii itp.). Zrealizował i realizuje projekty finansowanych ze środków Europejskiego Funduszu Rozwoju Regionalnego i Narodowego Centrum Badań i Rozwoju, a technologie opracowane w IW zostały wdrożone w wielu przedsiębiorstwach przemysłu włókienniczego.
Za swoje osiągnięcia otrzymał szereg medali, dyplomów i wyróżnień krajowych i międzynarodowych.

## Laboratoria
W Instytucie Włókiennictwa działa sześć laboratoriów, w tym pięć akredytowanych przez PCA, realizujących  badania w zakresie analiz chemicznych i instrumentalnych, badań ekologiczności wyrobów, badań właściwości fizyko-mechanicznych, użytkowych i fizjologicznych, surowców i wyrobów włókienniczych o przeznaczeniu tradycyjnym i specjalnym:
- Laboratorium Badań Chemicznych i Analiz Instrumentalnych
- Laboratorium Badań Surowców i Wyrobów Włókienniczych
- Laboratorium Badań Włókienniczych Wyrobów Medycznych
- Laboratorium Badań Palności Wyrobów
- Laboratorium Badań Ekologii Tekstyliów i Środowiska Pracy
- Laboratorium Badań Własności Elektrostatycznych.

## Zakłady
W Instytucie Włókiennictwa działają cztery zakłady naukowe:
- Zakład Naukowy Chemii Włókienniczej i Modyfikacji Wyrobów
- Zakład Naukowy Niekonwencjonalnych Technik i Wyrobów Włókienniczych
- Zakład Naukowy Technologii Dziewiarskich i Odzieżownictwa
- Zakład Naukowy Mechanicznych Technologii i Wzornictwa Wyrobów Włókienniczych.

Ponadto w Instytucie Włókiennictwa funkcjonuje Zakład Certyfikacji Textil-Cert, będący wydzieloną komórką organizacyjną. Prowadzi certyfikację wyrobów w ramach krajowego systemu, działającego w oparciu o ustawę o systemie oceny zgodności. Jest jednostką notyfikowaną nr 1435 w zakresie dyrektywy 89/686/EEC (dot. środków ochrony indywidualnej) i 2009/48/WE (dot. bezpieczeństwa zabawek).